# Vitesse individuelle masculine aux Jeux olympiques d'été de 2020
Navigation
Rio 2016 Paris 2024
La vitesse individuelle masculine, épreuve de cyclisme sur piste des Jeux olympiques d'été de 2020, a lieu du 4 au 6 août 2021 sur le Vélodrome d'Izu, situé à Izu (Japon), à 120 kilomètres de Tokyo.

## Format de la compétition
Pour la première fois depuis 2000, le format du tournoi de vitesse individuelle connaît des changements importants. Le nombre de tours principaux passe de 5 à 6 et le nombre de repêchages de 2 à 3. La compétition débute, comme d'habitude, par une épreuve qualificative disputée sous la forme d'un contre-la-montre sur 200 mètres avec un départ lancé. Les 24 meilleurs cyclistes du tour de qualification (contre 18 auparavant) se qualifient pour les tours suivants disputés sous la forme de duels. À chaque duel, les cyclistes partent côte à côte et doivent effectuer trois tours de piste (750 mètres). Les 200 derniers mètres sont chronométrés.

## Résultats

### Qualifications
| Rang | Cycliste                     | Nation            | Temps   | Écart     | Notes |
| ---- | ---------------------------- | ----------------- | ------- | --------- | ----- |
| 1    | Jeffrey Hoogland             | Pays-Bas          | 9 s 215 |           | Q, RO |
| 2    | Harrie Lavreysen             | Pays-Bas          | 9 s 215 | + 0 s 000 | Q     |
| 3    | Jack Carlin                  | Grande-Bretagne   | 9 s 306 | + 0 s 091 | Q     |
| 4    | Nicholas Paul                | Trinité-et-Tobago | 9 s 316 | + 0 s 101 | Q     |
| 5    | Denis Dmitriev               | ROC               | 9 s 331 | + 0 s 116 | Q     |
| 6    | Jair Tjon En Fa              | Suriname          | 9 s 472 | + 0 s 257 | Q     |
| 7    | Mateusz Rudyk                | Pologne           | 9 s 493 | + 0 s 278 | Q     |
| 8    | Jason Kenny                  | Grande-Bretagne   | 9 s 510 | + 0 s 295 | Q     |
| 9    | Yuta Wakimoto                | Japon             | 9 s 518 | + 0 s 303 | Q     |
| 10   | Sébastien Vigier             | France            | 9 s 551 | + 0 s 336 | Q     |
| 11   | Xu Chao                      | Chine             | 9 s 584 | + 0 s 369 | Q     |
| 12   | Nick Wammes                  | Canada            | 9 s 587 | + 0 s 372 | Q     |
| 13   | Stefan Bötticher             | Allemagne         | 9 s 593 | + 0 s 378 | Q     |
| 14   | Patryk Rajkowski             | Pologne           | 9 s 594 | + 0 s 379 | Q     |
| 15   | Hugo Barrette                | Canada            | 9 s 596 | + 0 s 381 | Q     |
| 16   | Kevin Quintero               | Colombie          | 9 s 626 | + 0 s 411 | Q     |
| 17   | Azizulhasni Awang            | Malaisie          | 9 s 626 | + 0 s 411 | Q     |
| 18   | Sam Webster                  | Nouvelle-Zélande  | 9 s 631 | + 0 s 416 | Q     |
| 19   | Maximilian Levy              | Allemagne         | 9 s 646 | + 0 s 431 | Q     |
| 20   | Rayan Helal                  | France            | 9 s 669 | + 0 s 454 | Q     |
| 21   | Matthew Richardson           | Australie         | 9 s 685 | + 0 s 470 | Q     |
| 22   | Nathan Hart                  | Australie         | 9 s 696 | + 0 s 481 | Q     |
| 23   | Muhammad Shah Firdaus Sahrom | Malaisie          | 9 s 700 | + 0 s 485 | Q     |
| 24   | Ethan Mitchell               | Nouvelle-Zélande  | 9 s 705 | + 0 s 490 | Q     |
| 25   | Pavel Yakushevskiy           | ROC               | 9 s 723 | + 0 s 508 |       |
| 26   | Yudai Nitta                  | Japon             | 9 s 728 | + 0 s 513 |       |
| 27   | Jean Spies                   | Afrique du Sud    | 9 s 787 | + 0 s 572 |       |
| 28   | Tomáš Bábek                  | Tchéquie          | 9 s 856 | + 0 s 641 |       |
| 29   | Sergey Ponomaryov            | Kazakhstan        | 9 s 932 | + 0 s 717 |       |
| 30   | Kwesi Browne                 | Trinité-et-Tobago | 9 s 966 | + 0 s 751 |       |

### 1/32 de finale
Ce tour est disputé sous la forme d'une manche unique. Les 24 cyclistes sont répartis en 12 séries selon leur temps en qualifications (1er contre 24e, 2e contre 23e, etc). Le vainqueur de chaque série est qualifié pour les 1/16 de finale, tandis que le perdant va au repêchage.
| Série | Rang | Cycliste                     | Nation            | Temps  | Notes |
| ----- | ---- | ---------------------------- | ----------------- | ------ | ----- |
| 1     | 1    | Jeffrey Hoogland             | Pays-Bas          |        | Q     |
| 1     | 2    | Ethan Mitchell               | Nouvelle-Zélande  | +0.233 | R     |
| 2     | 1    | Harrie Lavreysen             | Pays-Bas          |        | Q     |
| 2     | 2    | Muhammad Shah Firdaus Sahrom | Malaisie          | +0.063 | R     |
| 3     | 1    | Jack Carlin                  | Grande-Bretagne   |        | Q     |
| 3     | 2    | Nathan Hart                  | Australie         | +0.306 | R     |
| 4     | 1    | Nicholas Paul                | Trinité-et-Tobago |        | Q     |
| 4     | 2    | Matthew Richardson           | Australie         | +0.618 | R     |
| 5     | 1    | Denis Dmitriev               | ROC               |        | Q     |
| 5     | 2    | Rayan Helal                  | France            | +0.479 | R     |
| 6     | 1    | Maximilian Levy              | Allemagne         |        | Q     |
| 6     | 2    | Jair Tjon En Fa              | Suriname          | +0.002 | R     |
| 7     | 1    | Sam Webster                  | Nouvelle-Zélande  |        | Q     |
| 7     | 2    | Mateusz Rudyk                | Pologne           | +0.180 | R     |
| 8     | 1    | Jason Kenny                  | Grande-Bretagne   |        | Q     |
| 8     | 2    | Azizulhasni Awang            | Malaisie          | +0.032 | R     |
| 9     | 1    | Yuta Wakimoto                | Japon             |        | Q     |
| 9     | 2    | Kevin Quintero               | Colombie          | +0.084 | R     |
| 10    | 1    | Sébastien Vigier             | France            |        | Q     |
| 10    | 2    | Hugo Barrette                | Canada            | +0.020 | R     |
| 11    | 1    | Patryk Rajkowski             | Pologne           |        | Q     |
| 11    | 2    | Xu Chao                      | Chine             | +0.291 | R     |
| 12    | 1    | Nick Wammes                  | Canada            |        | Q     |
| 12    | 2    | Stefan Bötticher             | Allemagne         | +0.015 | R     |

### Repêchages des 1/32 de finale
Le premier repêchage place les 12 cyclistes en 4 séries de 3 cyclistes chacune ; le vainqueur de chaque série rejoint les vainqueurs des 1/32 de finale pour passer en 1/16 de finale, tandis que les cyclistes restants sont éliminés.
| Série | Rang | Cycliste                     | Nation           | Temps  | Notes |
| ----- | ---- | ---------------------------- | ---------------- | ------ | ----- |
| 1     | 1    | Azizulhasni Awang            | Malaisie         |        | Q     |
| 1     | 2    | Kevin Quintero               | Colombie         | +0.204 |       |
| 1     | 3    | Ethan Mitchell               | Nouvelle-Zélande | +0.549 |       |
| 2     | 1    | Muhammad Shah Firdaus Sahrom | Malaisie         |        | Q     |
| 2     | 2    | Hugo Barrette                | Canada           | +0.619 |       |
| 2     | 3    | Mateusz Rudyk                | Pologne          | +0.668 |       |
| 3     | 1.   | Jair Tjon En Fa              | Suriname         |        | Q     |
| 3     | 2    | Xu Chao                      | Chine            | +0.062 |       |
| 3     | 3    | Nathan Hart                  | Australie        | +0.185 |       |
| 4     | 1    | Stefan Bötticher             | Allemagne        |        | Q     |
| 4     | 2    | Rayan Helal                  | France           | +0.032 |       |
| 4     | 3    | Matthew Richardson           | Australie        | +0.421 |       |

### 1/16 de finale
Ce tour est disputé sous la forme d'une manche unique. Les 16 cyclistes sont répartis en 8 séries. Le vainqueur de chaque série est qualifié pour les 1/8 de finale, tandis que le perdant va au repêchage.
| Série | Rang | Cycliste                     | Nation            | Temps  | Notes |
| ----- | ---- | ---------------------------- | ----------------- | ------ | ----- |
| 1     | 1    | Jeffrey Hoogland             | Pays-Bas          |        | Q     |
| 1     | 2    | Stefan Bötticher             | Allemagne         | +0.111 | R     |
| 2     | 1    | Harrie Lavreysen             | Pays-Bas          |        | Q     |
| 2     | 2    | Jair Tjon En Fa              | Suriname          | +0.259 | R     |
| 3     | 1    | Jack Carlin                  | Grande-Bretagne   |        | Q     |
| 3     | 2    | Muhammad Shah Firdaus Sahrom | Malaisie          | +0.132 | R     |
| 4     | 1    | Nicholas Paul                | Trinité-et-Tobago |        | Q     |
| 4     | 2    | Azizulhasni Awang            | Malaisie          | +0.026 | R     |
| 5     | 1    | Denis Dmitriev               | ROC               |        | Q     |
| 5     | 2    | Nick Wammes                  | Canada            | +0.107 | R     |
| 6     | 1    | Maximilian Levy              | Allemagne         |        | Q     |
| 6     | 2    | Patryk Rajkowski             | Pologne           | +0.149 | R     |
| 7     | 1    | Sam Webster                  | Nouvelle-Zélande  |        | Q     |
| 7     | 2    | Sébastien Vigier             | France            | +0.038 | R     |
| 8     | 1    | Jason Kenny                  | Grande-Bretagne   |        | Q     |
| 8     | 2    | Yuta Wakimoto                | Japon             | +0.021 | R     |

### Repêchages des 1/16 de finale
Le deuxième repêchage compte à nouveau 4 séries, cette fois de 2 cyclistes chacune ; le vainqueur de chaque série rejoint les vainqueurs des 1/16 de finale pour passer en 1/8 de finale, tandis que les cyclistes restants sont éliminés.
| Série | Rang | Cycliste                     | Nation    | Temps  | Notes |
| ----- | ---- | ---------------------------- | --------- | ------ | ----- |
| 1     | 1    | Yuta Wakimoto                | Japon     |        | Q     |
| 1     | 2    | Stefan Bötticher             | Allemagne | +0.176 |       |
| 2     | 1    | Sébastien Vigier             | France    |        | Q     |
| 2     | 2    | Jair Tjon En Fa              | Suriname  | +0.085 |       |
| 3     | 1    | Muhammad Shah Firdaus Sahrom | Malaisie  |        | Q     |
| 3     | 2    | Patryk Rajkowski             | Pologne   | +0.260 |       |
| 4     | 1    | Azizulhasni Awang            | Malaisie  |        | Q     |
| 4     | 2    | Nick Wammes                  | Canada    | +0.104 |       |

### 1/8 de finale
Les 1/8 de finale associent les 12 cyclistes en 6 séries ; le vainqueur de chaque série se qualifie pour les quarts de finale tandis que le perdant se rend au troisième repêchage.
| Série | Rang | Cycliste                     | Nation            | Temps  | Notes |
| ----- | ---- | ---------------------------- | ----------------- | ------ | ----- |
| 1     | 1    | Jeffrey Hoogland             | Pays-Bas          |        | Q     |
| 1     | 2    | Azizulhasni Awang            | Malaisie          | +0.040 | R     |
| 2     | 1    | Harrie Lavreysen             | Pays-Bas          |        | Q     |
| 2     | 2    | Muhammad Shah Firdaus Sahrom | Malaisie          | +0.449 | R     |
| 3     | 1    | Jack Carlin                  | Grande-Bretagne   |        | Q     |
| 3     | 2    | Sébastien Vigier             | France            | +0.172 | R     |
| 4     | 1    | Nicholas Paul                | Trinité-et-Tobago |        | Q     |
| 4     | 2    | Yuta Wakimoto                | Japon             | +0.457 | R     |
| 5     | 1    | Denis Dmitriev               | ROC               |        | Q     |
| 5     | 2    | Jason Kenny                  | Grande-Bretagne   | +0.076 | R     |
| 6     | 1    | Maximilian Levy              | Allemagne         |        | Q     |
| 6     | 2    | Sam Webster                  | Nouvelle-Zélande  | +0.132 | R     |

### Repêchages des 1/8 de finale
Le troisième repêchage compte 2 séries de 3 cyclistes chacune ; le vainqueur accède aux quarts de finale tandis que tous les autres sont éliminés.
| Série | Rang | Cycliste                     | Nation           | Temps  | Notes |
| ----- | ---- | ---------------------------- | ---------------- | ------ | ----- |
| 1     | 1    | Jason Kenny                  | Grande-Bretagne  |        | Q     |
| 1     | 2    | Azizulhasni Awang            | Malaisie         | +0.042 |       |
| 1     | 3    | Yuta Wakimoto                | Japon            | +0.325 |       |
| 2     | 1    | Sébastien Vigier             | France           |        | Q     |
| 2     | 2    | Sam Webster                  | Nouvelle-Zélande | +0.101 |       |
| 2     | 3    | Muhammad Shah Firdaus Sahrom | Malaisie         | +0.138 |       |

### Quarts de finale
Les 8 cyclistes sont répartis en 4 séries. Les quarts de finale sont au meilleur des trois manches : le premier cycliste de chaque série qui remporte deux manches se qualifie pour les demi-finales, tandis que le perdant dispute le match de classement 5 à 8.
| Série | Rang | Cycliste         | Nation            | Manche 1 | Manche 2 | Manche 3 | Notes |
| ----- | ---- | ---------------- | ----------------- | -------- | -------- | -------- | ----- |
| 1     | 1    | Jeffrey Hoogland | Pays-Bas          |          |          |          | Q     |
| 1     | 2    | Sébastien Vigier | France            | +2.440   | +0.059   |          | F5-8  |
| 2     | 1    | Harrie Lavreysen | Pays-Bas          |          |          |          | Q     |
| 2     | 2    | Jason Kenny      | Grande-Bretagne   | +0.047   | +0.942   |          | F5-8  |
| 3     | 1    | Jack Carlin      | Grande-Bretagne   |          |          |          | Q     |
| 3     | 2    | Maximilian Levy  | Allemagne         | +2.507   | +0.396   |          | F5-8  |
| 4     | 1    | Nicholas Paul    | Trinité-et-Tobago |          | REL      | +4.383   | F5-8  |
| 4     | 2    | Denis Dmitriev   | ROC               | +0.295   |          |          | Q     |

### Match de classement 5–8
Le match de classement 5 à 8 est disputé sous la forme d'une manche unique de 4 cyclistes.
| Rang | Cycliste         | Nation            | Temps  |
| ---- | ---------------- | ----------------- | ------ |
| 5    | Maximilian Levy  | Allemagne         |        |
| 6    | Nicholas Paul    | Trinité-et-Tobago | +0.152 |
| 7    | Sébastien Vigier | France            | +0.644 |
| 8    | Jason Kenny      | Grande-Bretagne   | +0.879 |

### Demi-finales
Les demi-finales sont au meilleur des trois manches. Le vainqueur de chaque demi-finale va en finale, tandis que le perdant dispute le match pour la médaille de bronze.
| Série | Rang | Cycliste         | Nation          | Manche 1 | Manche 2 | Manche 3 | Notes |
| ----- | ---- | ---------------- | --------------- | -------- | -------- | -------- | ----- |
| 1     |      | Jeffrey Hoogland | Pays-Bas        | X        | X        |          | Q     |
| 1     |      | Denis Dmitriev   | ROC             | +0.107   | +0.010   |          |       |
| 2     |      | Harrie Lavreysen | Pays-Bas        | X        | X        |          | Q     |
| 2     |      | Jack Carlin      | Grande-Bretagne | +0.067   | +0.042   |          |       |

### Finales
La finale et le match pour la médaille de bronze se déroulent en un contre un, au meilleur des trois manches.
| Rang                                | Cycliste         | Nation          | Manche 1 | Manche 2 | Manche 3 |
| ----------------------------------- | ---------------- | --------------- | -------- | -------- | -------- |
| Finale pour la médaille d'or        |                  |                 |          |          |          |
| Médaille d'or, Jeux olympiques      | Harrie Lavreysen | Pays-Bas        | +0.012   | X        | X        |
| Médaille d'argent, Jeux olympiques  | Jeffrey Hoogland | Pays-Bas        | X        | +0.016   | + 0.208  |
| Finale pour la médaille de bronze   |                  |                 |          |          |          |
| Médaille de bronze, Jeux olympiques | Jack Carlin      | Grande-Bretagne | X        | X        |          |
| 4                                   | Denis Dmitriev   | ROC             | +0.486   | +0.015   |          |